# Le Fils de la mariée
Pour plus de détails, voir Fiche technique et Distribution.
Le Fils de la mariée (El hijo de la novia) est un film argentin réalisé par Juan José Campanella, sorti en 2001.

## Fiche technique
- Titre : Le Fils de la mariée
- Titre original : El hijo de la novia
- Réalisation : Juan José Campanella
- Scénario : Juan José Campanella et Fernando Castets
- Musique : Ángel Illarramendi (es)
- Photographie : Daniel Shulman
- Montage : Camilo Antolini
- Casting : Valeria Pivato et Walter Rippell
- Direction artistique : Mercedes Alfonsín
- Décorateur : Pablo Racioppi (es)
- Costumes : Cecilia Monti
- Production :
  - Producteurs : Mariela Besuievski, Fernando Blanco, Pablo Bossi, Gerardo Herrero et Jorge Estrada Mora
  - Producteurs délégués : Juan Pablo Galli et Juan Vera
  - Producteur général : Adrián Suar (en)
- Sociétés de production : Instituto Nacional de Cine y Artes Audiovisuales, JEMPSA, Patagonik Film Group, Pol-ka Producciones (es) et Tornasol Films
- Sociétés de distribution : Distribution Company (Argentine), Colifilms Distribution (France)
- Pays d'origine :  Argentine,  Espagne
- Langue : espagnol
- Format : Couleurs - 1,85:1 - Dolby Digital
- Genre : Comédie, Drame
- Durée : 123 minutes
- Sortie :
  - Argentine : 16 août 2001
  - France : 28 janvier 2004

## Distribution
- Ricardo Darín : Rafael Belvedere
- Héctor Alterio : Nino Belvedere
- Norma Aleandro : Norma Belvedere
- Eduardo Blanco (es) : Juan Carlos
- Natalia Verbeke : Naty
- Gimena Nóbile : Vicky
- David Masajnik : Nacho
- Claudia Fontán (es) : Sandra
- Atilio Pozzobón (es) : Francesco
- Salo Pasik (es) : Daniel
- Humberto Serrano (es) : Padre Mario
- Fabián Arenillas (es) : Sciacalli
- Mónica Cabrera (es) : Carmen
- Giorgio Bellora : Marchiolli
- Mónica Virgilito : infirmière
- Victoria Troncoso : Camarera
- Rubén Green (es) : Portero Osvaldo
- Miguel Padilla : professeur
- Walter Mackenzie : Rosales
- Adrián Suar (es) : Dodi
- Alfredo Alcón : lui-même
- Antonio Caride : père Naty
- Diego Mackenzie (es) : Rosales
- Pablo Ingercher Casas : Walter
- Rogelio Romano (es) : Gavilán
- Gabriela Arista : médecin de garde
- Gabriel Eisbruch : Monaguillo
- León Dogodny (es) : Polo
- Juan José Campanella : médecin
- Fernando Alcalde : Joven zarpado
- Lucas de Diego : Rafael Belvedere
- Daniel Kazimierski : Juan Carlos
- Ariel Caravaggio : mauvais garçon #1
- Valentino Carranza : mauvais garçon #2
- Francisco Monet : mauvais garçon #3
- Jorge Palavecino : mauvais garçon #4
- Daniel Topino : personnel du restaurant #1
- Luis Pérez González : personnel du restaurant #2
- Jorge Fungaray : personnel du restaurant #3
- Julio Ramírez : personnel du restaurant #4
- Oscar Bustamante : personnel du restaurant #5
- Marcelo Crisóstomo : personnel du restaurant #6
- Quico Alfonsin :
- Amanda Beitia :
- Carlos Nizza :
- Alicia Rodríguez :
- Aldo Tavagnutti :
- Carlos Álvarez-Nóvoa : Paciente